# Sophie Sundqvist
Sophie Sundqvist (5 agosto 1996) è una calciatrice svedese, di ruolo attaccante.

## Carriera
Sophie Sundqvist cresce calcisticamente nel Limhamn Bunkeflo, società con sede a Bunkeflostrand, un sobborgo di Malmö, con la quale dopo aver giocato nelle formazioni giovanili, indossando anche la fascia di capitano della Under-17, si aggrega alla prima squadra che nella stagione 2011 riesce a conquistare la promozione in Division 1, l'allora secondo livello del campionato svedese femminile di calcio. Rimane con il Limhamn Bunkeflo per le successive stagioni giocando sempre nel secondo livello del campionato nazionale, che dal 2013 cambia denominazione in Elitettan, fino alla 2016, anno in cui festeggia con le compagne la storica promozione in Damallsvenskan. per Sundqvist questa fu l'ultima in tenuta rossonera, congedandosi con un tabellino personale di 56 presenze e 6 reti realizzate in campionato.
Durante il calciomercato invernale formalizza il suo trasferimento alle avversarie cittadine del Rosengård, debuttando con la nuova maglia nel corso della stagione 2016-2017 di Svenska Cupen damer, la Coppa di Svezia di categoria. Del 2017 è anche il debutto in Damallsvenskan e, come seconda classificata in campionato, in UEFA Women's Champions League 2017-2018, dove nell'ottobre 2017 gioca i due incontri di andata e ritorno dei sedicesimi di finale con le rumene dell'U Olimpia Cluj.
Contattata dal Brøndby decide di affrontare con il nuovo club il suo primo campionato estero, giocando in Elitedivisionen, livello di vertice del campionato danese, dalla seconda parte della stagione 2017-2018 e unendosi alle connazionali Emma Pennsäter (difensore) e Hanna Persson (centrocampista) nella squadra sotto la guida tecnica di Per Nielsen.
Per l'anno successivo decide di rientrare in patria, ritornando al indossare la maglia del Limhamn Bunkeflo per la stagione 2019 ee condividendo con le compagne il difficile campionato che vedrà la squadra terminare all'undicesimo e penultimo posto con consseguente retrocessione in Elitettan.

## Palmarès
- Campionato svedese di seconda divisione: 1

Limhamn Bunkeflo: 2016
- Coppa di Svezia: 1

Rosengård: 2016-2017